# 米哈伊尔·罗蒙诺索夫
米哈伊尔·瓦西里耶维奇·罗蒙诺索夫（羅馬化：Mikhail Vasilyevich Lomonosov；1711年11月19日—1765年4月15日），俄國化學家、哲學家、诗人，俄国自然科学的奠基者。

## 生平
1711年11月19日，罗蒙諾索夫生于俄國阿爾漢格爾斯克省的米沙寧斯卡亞村（今罗蒙诺索沃），父親是個兴旺的漁民。阿爾漢格爾斯克是當時俄國最大的海港城市，英、荷等國的商船經常來往於此，這種環境對他從小的興趣和志向頗有影響。他從10歲起就協助父親捕魚，與狂風惡浪搏鬥鍛煉了他堅韌不拔的性格，美妙幻化的自然景色開闊了他的視野。羅蒙諾索夫從小就有強烈的求知欲，但是目不識丁的父親不能給他以任何幫助。他只能向鄰居學習識字，如饑似渴地閱讀所能得到的一切書籍。
1735年他保送到圣彼得堡科学院学习。1736年被派往德意志學習礦業，先入馬爾堡大學學習物理學和化學等，後到弗莱贝格學習礦業和冶金學。1741年罗蒙諾索夫回聖彼得堡科學院，任物理學副教授。從此，他在這裏開始了他的的科學研究工作和社會活動。1745年8月成爲聖彼得堡科學院院士和化學教授。1748年秋他按照自己的計劃創建了俄國第一個化學實驗室。1755年創辦了莫斯科大學。1760年他當選爲瑞典科學院院士，1764年當選爲義大利波倫亞科學院院士。
羅蒙諾索夫從立志要爲俄國科學文化的獨立發展作出自己的貢獻。他曾在一首詩中寫道：

「俄羅斯大地能夠
誕生自己的柏拉圖
和智力靈敏的牛頓。」

1765年4月15日羅蒙諾索夫逝世於聖彼得堡。工作了24年。他對物理、化學都有傑出的貢獻，對語言學、文學和哲學都有所建樹，對歷史、天文、地質、礦物、航海都有所研究。

## 贡献

### 化學成就
羅蒙諾索夫積極探索燃燒奧秘。用實驗證明金屬在密閉容器內加熱，質量不會增加，而放在空氣裏加熱，質量就會增加。這爲後來拉瓦錫推翻燃素說、建立氧化學說打下基礎。
羅蒙諾索夫用實驗證明化學反應前後物質的質量相等，這一發現比拉瓦錫發現物質不滅定律早18年。他反對當時盛行的熱素說，最早提出熱只是物質微粒運動的結果。
羅蒙諾索夫對氣體壓強給以正確解釋，它是空氣質點對器壁撞擊的結果。
在應用化學方面，羅蒙諾索夫曾研究過彩色玻璃製造和植物營養等，很有成效。

### 物理成就
羅蒙諾索夫對氣體壓強給以正確解釋，它是空氣質點對器壁撞擊的結果。
在物理學方面，羅蒙諾索夫創立了熱的動力學說，指出熱是物質本身內部的運動，從本質上解釋了熱的現象；他提出了氣體分子運動論，認爲空氣微粒對容器器壁的撞擊是空氣産生壓力的結果；1741年，他創立了物質結構的原子一分子學說，認爲微粒（分子）由極小的粒子（原子）所組成，如果物質是由同一種粒子組成的，它便是單質；如果物質是由幾種不同粒子組成的，它們便是化合物，物質的性質並不是偶然形成的，它取決於組成物體微粒的性質……。這些理論爲俄國的物理化學的發展奠定了基礎。

#### 守恆定律

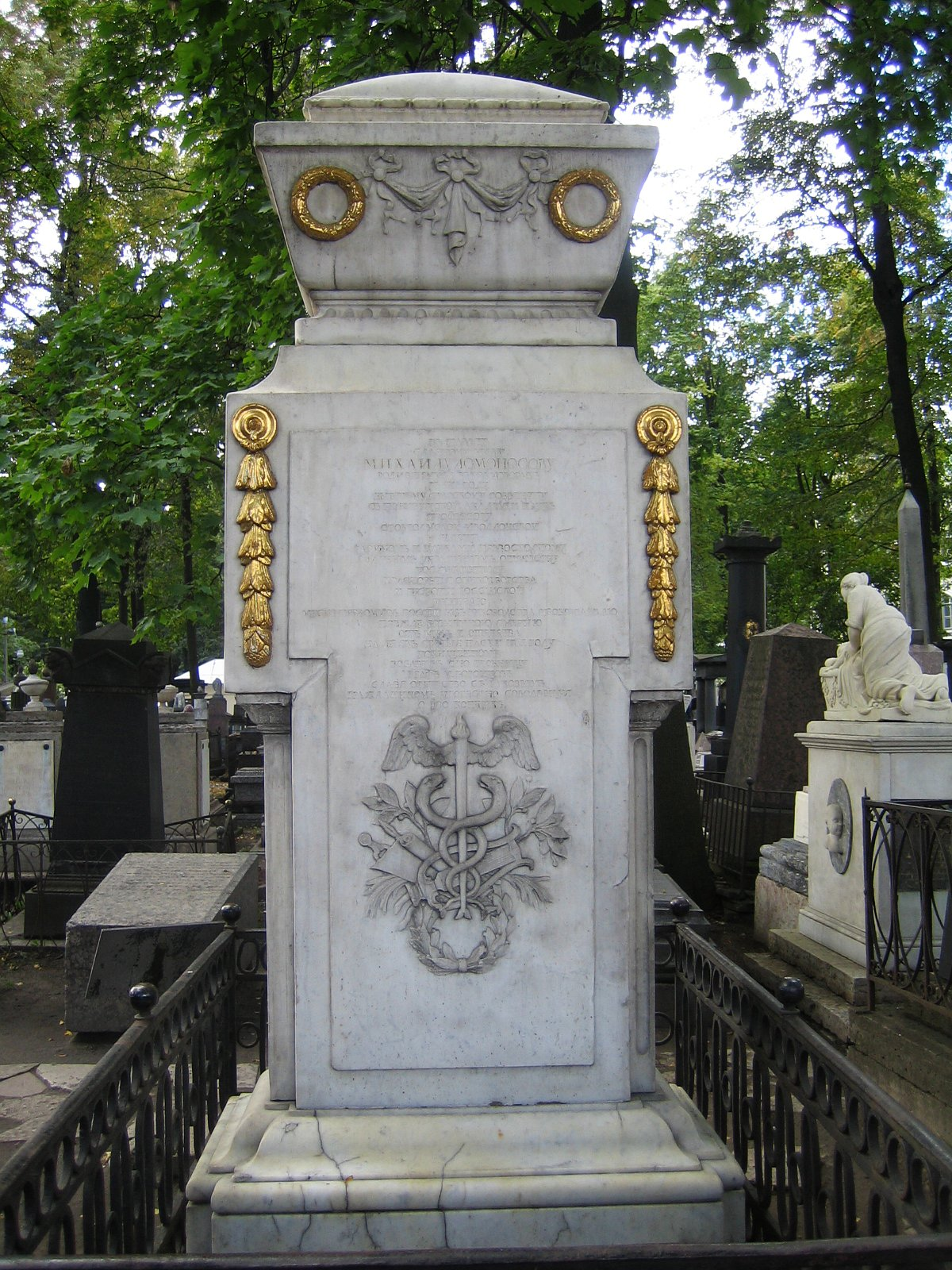
米哈伊尔·瓦西里耶维奇·罗蒙诺索夫之墓

羅蒙諾索夫在自然科學方面的貢獻範圍非常廣泛，涉及化學，天文學，物理學，地質學等。他第一個記錄了水銀的凝結現象。1761年5月26日他在觀測金星淩日時第一個發現了金星上存在著大氣。羅蒙諾索夫對熱的動力學說和物質結構的原子-分子學說也有相當貢獻。
羅蒙諾索夫也是一個出色的人文學者，在歷史學、語言學、哲學方面都有研究。他也被譽爲俄羅斯現代語言之父。
借助於實驗，羅蒙諾索夫推翻了1703年施塔爾提出的“燃素”學說。“燃素”是否進入了容器？它是否同金屬化合了？如果它進入了容器，那麽容器的重量就應該增加，但稱重結果表明，這些容器的重量都沒有變化！而金屬灰卻比原來重了。據此，羅蒙諾索夫得到了這樣一個結論：“金屬沒有與‘燃素’化合！因爲所有的容器重量都沒有變化，這是無可辯駁的事實。“然而容器內部有一定數量的空氣，肯定是金屬與空氣的微粒化合了！因此重量增加了，有多少空氣與金屬化合，金屬就應該增重多少！”。羅蒙諾索夫是最早應用天平來測量化學反應重量關係的化學家，經過大量的實驗之後，1756年，羅蒙諾索夫得到了這樣一個結論：“參加反應的全部物質的重量，等於全部反應産物的重量。”這就是今天人們所熟知的，作爲化學科學基石的質量守恒定律。實際上，早在1748年2月16日，在羅蒙諾索夫寫給彼得堡科學院院士列昂納德·歐拉的信中就曾經寫道：“自然界所發生的一切變化，都是這樣的：一種東西失去多少，另一種東西就獲得多少。因此，如果某個物體增加了若干物質，另一物體必然有若干物質消失。我在夢中消耗了多少小時，那麽我必然失眠多少小時，如此等等。因爲這是一條具有普遍意義的規律，所以它也應推廣適應運動的諸法則：一個物體如果靠本身的動力，引起另一物體産生運動，那麽前者由於推動而失去的動量，必然等於後者受推動時獲得的動量。”應該說，這種觀點是質量守恒定律和能量守恒定律的雛形。

### 天文學

金星凌日期間羅蒙諾索夫效應的示意圖。

1761年，羅蒙諾索夫在他位於聖彼得堡的家附近的一個小天文台觀測金星凌日時，是第一個發現和欣賞金星大氣的人。
2012年6月5日至6日，一群天文學家對羅蒙諾索夫在金星凌日期間發現的金星大氣層進行了實驗重建，並用古董折射鏡進行了實驗重建。 他們得出的結論是，如果採用羅蒙諾索夫在其1761年論文中描述的適當實驗技術，羅蒙諾索夫的望遠鏡完全足以完成探測金星進入或離開太陽盤時的光弧的任務。

### 教育貢獻
羅蒙諾索夫創辦了俄国第一所大學莫斯科大学。俄羅斯詩人普希金曾評價他是一位思想遠遠走在自己時代前面的人。

### 學術貢獻
羅蒙諾索夫對熱的動力學說和物質結構的原子-分子學說也有相當貢獻。
羅蒙諾索夫也是一個出色的人文學者，在歷史學、語言學、哲學方面都有研究。他也被譽爲俄羅斯現代語言之父。

## 評語

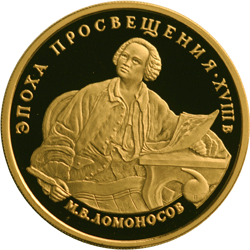
1992年的羅蒙諾索夫紀念金幣。

- 由於他在俄國科學史上的諸多貢獻，特別是質量守恒定律和對俄羅斯語法的系統編輯，被譽爲“俄國科學史上的彼得大帝”。
- 由於羅蒙諾索夫的學識非常淵博，俄羅斯詩人普希金曾把他比作“俄羅斯的第一所大學”，說“他是歷史學家、修辭學家、機械學家、化學家、礦物學家、藝術家和詩人，他對一切都曾親身體驗過並深入地研究過”。

## 主要著作
- 《关于冷和热原因的探讨》
- 《论化学的效用》
- 《论地层》
- 《俄语语法》

## 命名事物
- 月球上的羅蒙諾索夫環形山
- 火星上的羅蒙諾索夫撞擊坑 (火星)
- 罗蒙诺索夫金质奖章
- 北冰洋中的羅蒙諾索夫海嶺
- 莫斯科大学（罗蒙诺索夫莫斯科国立大学）
- 羅蒙諾索夫院士浮動核能發電廠